# Johannes Voet
Johannes Voet (Utrecht, 3 ottobre 1647 – Leida, 11 settembre 1713) è stato un giurista olandese.
Insegnò diritto all'università di Utrecht dal 1673 e all'università di Leida dal 1680. Esponente della scuola elegante olandese e del filone di analisi giuridica noto come Usus modernus Pandectarum, le sue opere furono di grande influenza sul panorama dottrinale italiano, francese e tedesco. Tra i suoi lavori si possono citare Compendium iuris pubblicato ne 1682 e Commentarius ad Pandectas edito tra il 1698 e il 1704 e di cui successivamente vennero stampate ulteriori edizioni in diverse lingue.